# مينت هيل (كارولاينا الشمالية)
مينت هيل (بالإنجليزية: Mint Hill, North Carolina)‏ هي بلدة أمريكية تقع في الولايات المتحدة في كارولاينا الشمالية. يقدر عدد سكانها بـ 23,341 نسمة وترتفع عن سطح البحر 238 متر.

## التركيبة السكانية
حدّد مكتب تعداد الولايات المتحدة بيانات التركيبة السكانية لمينت هيل في تعداد الولايات المتحدة. في ما يلي، التركيبة السكانية حسب تعدادي 2000 و2010.

### تعداد عام 2000
بلغ عدد سكان مينت هيل 14,922 نسمة بحسب تعداد عام 2000، وبلغ عدد الأسر 5,581 أسرة وعدد العائلات 4,432 عائلة مقيمة في البلدة. في حين سجلت الكثافة السكانية 234.4 نسمة لكل كيلومتر مربع (607.1/ميل2). وبلغ عدد الوحدات السكنية 5,763 وحدة بمتوسط كثافة قدره 90.5 لكل كيلومتر مربع (234.4/ميل2).
وتوزع التركيب العرقي للبلدة بنسبة 90.11% من البيض و5.81% من الأمريكيين الأفارقة و0.72% من الأمريكيين الأصليين و1.15% من الأمريكيين ذوي الأصول الآسيوية و0.03% من سكان جزر المحيط الهادئ و1.07% من الأعراق الأخرى و1.12% من عرقين مختلطين أو أكثر و3.16% من الهسبانيون أو اللاتينيون من أي عرق.
بلغ عدد الأسر 5,581 أسرة كانت نسبة 36.6% منها لديها أطفال تحت سن الثامنة عشر تعيش معهم، وبلغت نسبة الأزواج القاطنين مع بعضهم البعض 68.9% من أصل المجموع الكلي للأسر، ونسبة 7.4% من الأسر كان لديها معيلات من الإناث دون وجود شريك،  بينما كانت نسبة 3% من الأسر لديها معيلون من الذكور دون وجود شريكة وكانت نسبة 20.6% من غير العائلات. تألفت نسبة 16.4% من أصل جميع الأسر من عدة أفراد يعيشون في نفس المنزل ونسبة 5.2% كانت تتألف من شخص يعيش بمفرده يبلغ من العمر 65 عاماً أو أكثر. وبلغ متوسط حجم الأسرة المعيشية 2.67، أما متوسط حجم العائلات فبلغ 2.98.
بلغ العمر الوسطي للسكان 39.4 عاماً. وكانت نسبة 24.3% من القاطنين تحت سن الثامنة عشر، وكانت نسبة 7.1% بين الثامنة عشر والرابعة والعشرين عاماً، ونسبة 28.5% كانت واقعةً في الفئة العمرية ما بين الخامسة والعشرين والرابعة والأربعين عاماً، ونسبة 29.8% كانت ما بين الخامسة والأربعين والرابعة والستين، ونسبة 9.9% كانت ضمن فئة الخامسة والستين عاماً فما فوق. يوجد لكل 100 أنثى 98.3 ذكر، ويوجد لكل 100 أنثى في الثامنة عشر من عمرها فما فوق 96.0 ذكر.
بلغ متوسط دخل الأسرة في البلدة 60,822 دولارًا، أما متوسط دخل العائلة فبلغ 67,055 دولارًا. وكان متوسط دخل الذكور 45,368 دولارًا مقابل 30,467 دولارًا للإناث. وسجل دخل الفرد الخاص بالبلدة 26,487 دولارًا. وكانت نسبة 2.9% من العائلات ونسبة 4.8% من السكان تحت خط الفقر، وكان من هؤلاء نسبة 4.9% تحت سن الثامنة عشر ونسبة 11.4% في الخامسة والستين من العمر وما فوق.

### تعداد عام 2010
بلغ عدد سكان مينت هيل 22,722 نسمة بحسب تعداد عام 2010، وبلغ عدد الأسر 8,528 أسرة وعدد العائلات 6,585 عائلة مقيمة في البلدة. في حين سجلت الكثافة السكانية 357 نسمة لكل كيلومتر مربع (924.6/ميل2). وبلغ عدد الوحدات السكنية 9,149 وحدة بمتوسط كثافة قدره 143.7 لكل كيلومتر مربع (372.2/ميل2).
وتوزع التركيب العرقي للبلدة بنسبة 78.42% من البيض و12.34% من الأمريكيين الأفارقة و0.61% من الأمريكيين الأصليين و2.53% من الأمريكيين ذوي الأصول الآسيوية و0.03% من سكان جزر المحيط الهادئ و4.08% من الأعراق الأخرى و1.99% من عرقين مختلطين أو أكثر و8.29% من الهسبانيون أو اللاتينيون من أي عرق.
بلغ عدد الأسر 8,528 أسرة كانت نسبة 34.6% منها لديها أطفال تحت سن الثامنة عشر تعيش معهم، وبلغت نسبة الأزواج القاطنين مع بعضهم البعض 64% من أصل المجموع الكلي للأسر، ونسبة 9.1% من الأسر كان لديها معيلات من الإناث دون وجود شريك،  بينما كانت نسبة 4.2% من الأسر لديها معيلون من الذكور دون وجود شريكة وكانت نسبة 22.8% من غير العائلات. تألفت نسبة 19.3% من أصل جميع الأسر من عدة أفراد يعيشون في نفس المنزل ونسبة 7.9% كانت تتألف من شخص يعيش بمفرده يبلغ من العمر 65 عاماً أو أكثر. وبلغ متوسط حجم الأسرة المعيشية 2.65، أما متوسط حجم العائلات فبلغ 3.03.
بلغ العمر الوسطي للسكان 41.8 عاماً. وكانت نسبة 24.2% من القاطنين تحت سن الثامنة عشر، وكانت نسبة 7% بين الثامنة عشر والرابعة والعشرين عاماً، ونسبة 23.8% كانت واقعةً في الفئة العمرية ما بين الخامسة والعشرين والرابعة والأربعين عاماً، ونسبة 30.3% كانت ما بين الخامسة والأربعين والرابعة والستين، ونسبة 14.7% كانت ضمن فئة الخامسة والستين عاماً فما فوق. وتوزع التركيب الجنسي للسكان بنسبة 48.9% ذكور و51.1% إناث.